# Шанино (Московская область)
Шанино — деревня в Волоколамском районе Московской области России.
Относится к Теряевскому сельскому поселению, до муниципальной реформы 2006 года относилась к Шестаковскому сельскому округу. Население — 3 чел. (2010).

## География
Деревня Шанино расположена примерно в 23 км к северо-востоку от центра города Волоколамска. На территории зарегистрировано одно садовое товарищество. Ближайшие населённые пункты — деревни Батурово, Морозово и Нефёдово. Связана автобусным сообщением с г. Волоколамском и г. Клином.

## Население
| 1852 | 1859 | 1890 | 1899 | 1926 | 2002 |
| ---- | ---- | ---- | ---- | ---- | ---- |
| 209  | ↘200 | ↗247 | ↘116 | ↗274 | ↘4   |
| 2006 | 2010 |      |      |      |      |
| ↘3   | →3   |      |      |      |      |

## История
Одно из первых упоминаний деревни Шаниной в исторических источниках датируется 1648 годом.
В «Списке населённых мест» 1862 года Шанина — казённая деревня 1-го стана Клинского уезда Московской губернии по левую сторону Волоколамского тракта, в 35 верстах от уездного города, при колодцах, с 31 двором и 200 жителями (90 мужчин, 110 женщин).
По данным на 1890 год входила в состав Калеевской волости Клинского уезда, число душ составляло 247 человек.
В 1913 году — 41 двор.
В 1917 году Калеевская волость была передана в Волоколамский уезд.
По материалам Всесоюзной переписи населения 1926 года — центр Шанинского сельсовета Калеевской волости Волоколамского уезда, проживало 274 жителя (122 мужчины, 152 женщины), насчитывалось 51 крестьянское хозяйство.
С 1929 года — населённый пункт в составе Волоколамского района Московской области.